# Redice
Redice (cyr. Редице) – wieś w Czarnogórze, w gminie Kolašin. W 2011 roku liczyła 89 mieszkańców.